# Superbike
La Superbike è una categoria di moto da corsa, nella quale sono impiegati modelli derivati dalla produzione di serie (ovvero le moto vendute anche al pubblico), ma elaborati nel motore, negli scarichi, nelle centraline e con tutti i restanti accorgimenti che li rendono meglio sfruttabili per la competizione.
Al campionato possono partecipare solamente moto che hanno un numero minimo di esemplari prodotti, in modo da poter considerare il modello come una produzione di serie e non come una "special" (per esempio la Ducati Desmosedici RR, prodotta in pochi esemplari, non può essere schierata nel campionato).

## Storia
La categoria Superbike fu ideata e promossa nei primi anni settanta dal pilota statunitense Steve McLaughlin, rappresentante dei piloti AMA ed esperto di corse con le moto derivate dalla serie, che propose la creazione di una nuova categoria di moto, detta Superbike Production, da usare in gare di supporto agli AMA roadrace nationals. Egli promosse la sua idea presso vari organizzatori ed editori, finché nel 1973 si tenne una competizione di Superbike Production a supporto della gara "Laguna Seca AMA National" a Monterey, in California: l'idea prese piede e negli anni a seguire la categoria si espanse e nel 1976 ottenne il riconoscimento nazionale grazie all'interessamento di Jim France del Daytona International Speedway e di Ed Youngblood, dirigente dell'AMA, facendo così dell'AMA Superbike il campionato di questa categoria corso da più tempo.
Negli anni successivi la categoria ottenne sempre più consensi, tanto che dal 1985 la prestigiosa 200 miglia di Daytona si corse con le Superbike, attirando anche i migliori piloti europei e convincendo anche la FIM della fattibilità di un campionato mondiale riservato a questi mezzi che si tenne a partire dal 1988..

## Campionati
Molte nazioni, come l'Italia (Campionato Italiano Superbike), gli USA (AMA Superbike Championship), la Gran Bretagna (British Superbike Championship), l'Australia e il Canada, organizzano dei campionati nazionali di Superbike, mentre dal 1988 si svolge ogni anno un campionato mondiale che coinvolge le massime case motociclistiche mondiali, attirando un considerevole numero di appassionati.

### Campionato mondiale Superbike

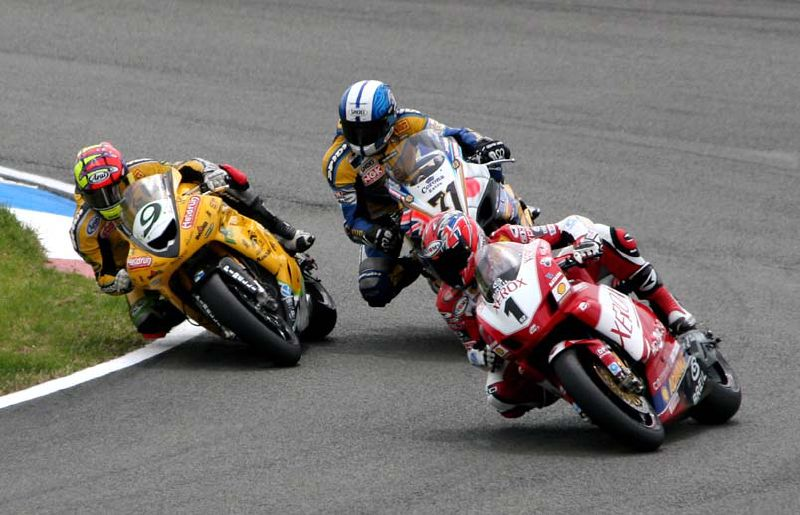
James Toseland (1, su Ducati) davanti a Chris Walker (9, su Kawasaki) e Yukio Kagayama (71 su Suzuki) durante una gara della stagione 2005

Il Campionato mondiale Superbike (noto anche con la sigla SBK) è il più prestigioso e combattuto campionato di Superbike ed è stato fondato nel 1988. Ha un regolamento redatto dalla FIM ed è organizzato e gestito dalla FGSport.
Durante il primo periodo degli anni novanta il Campionato mondiale Superbike veniva considerato una sorta di cugino povero del più ricco e famoso Motomondiale, ma verso la fine del decennio la sua popolarità era andata via via crescendo sempre più. Al termine della stagione 2000 però, Yamaha ritirò la propria squadra ufficiale, per impegnare tutti i suoi sforzi economici sul progetto M1 per la MotoGP, e venne seguita, al termine della stagione 2002, da Honda e Kawasaki.
Questo impoverì il livello tecnico complessivo fino al 2003 (furono presenti in maniera costante solo Ducati e Suzuki). Negli anni successivi le giapponesi Yamaha, Honda e Kawasaki, che in precedenza avevano abbandonato il mondiale Superbike, rientrano con i propri team ufficiali o lasciando gestire a team privati il materiale ufficiale, rialzando il livello della competizione. Grazie anche alle continue novità inserite nei regolamenti, come l'introduzione del fornitore unico di pneumatici (la Pirelli dal 2004) che ha messo tutti i piloti sullo stesso livello a vantaggio dello spettacolo, riuscendo così a coinvolgere un numero sempre maggiore di piloti per la vittoria e riportando la categoria al prestigio di fine millennio. Questo innalzamento di livello della competizione andò a vantaggio dello spettacolo, e l'ingresso dalla tedesca BMW ed il ritorno dell'Aprilia attirarono un numero sempre maggiore di spettatori.

### Campionati nazionali Superbike
I vari campionati nazionali sono diversi come difficoltà e popolarità, i più importanti sono quello britannico e quello americano. Anche in Australia e Giappone ci sono campionati importanti, ma hanno stagioni particolarmente brevi, di una decina di gare.

#### Campionato Britannico Superbike

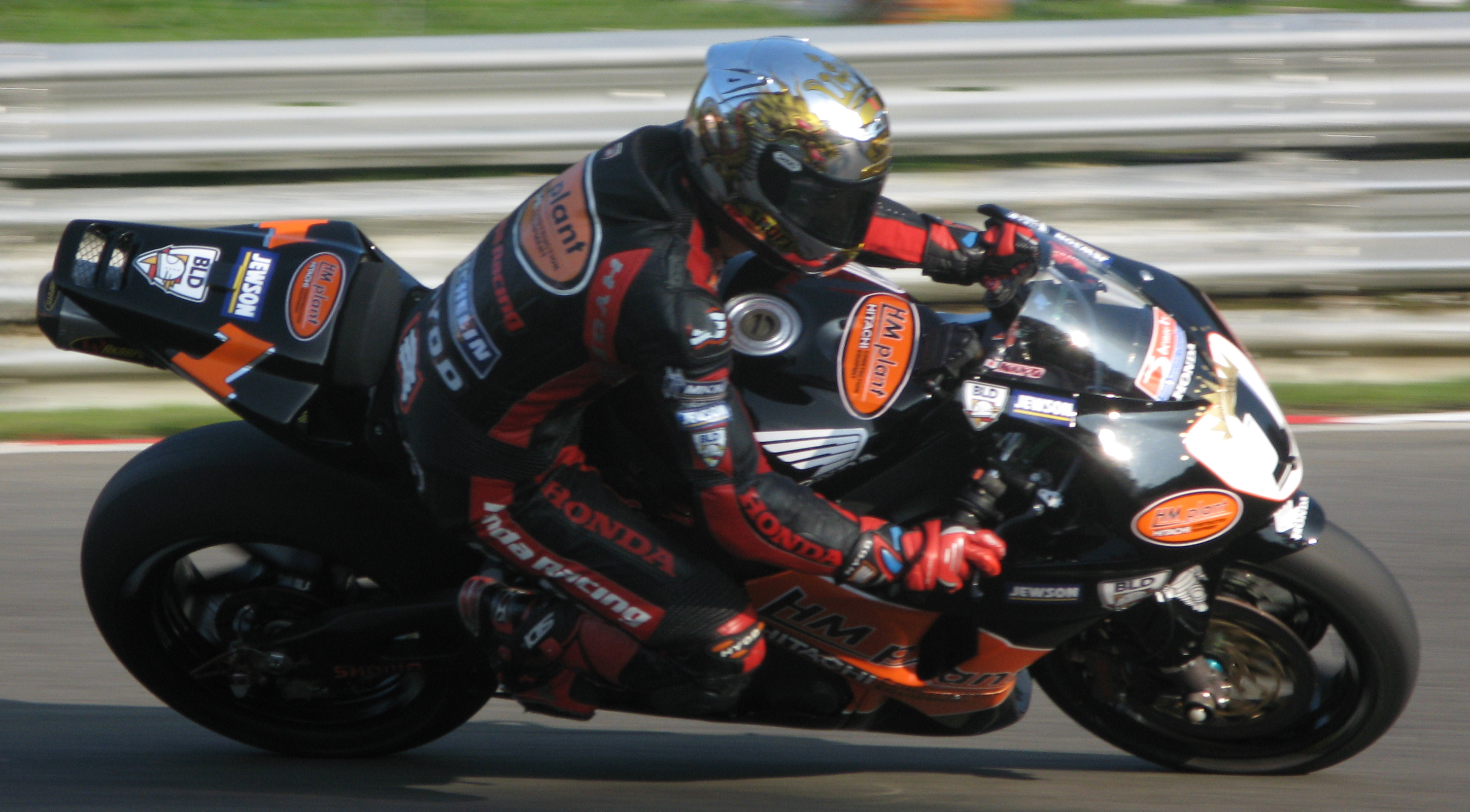
Il giapponese Ryūichi Kiyonari, 3 volte campione BSB con la Honda CBR 1000RR

Il campionato Britannico di Superbike (noto anche con la sigla BSB) è il più importante campionato di corse motociclistiche in Gran Bretagna. È organizzato dalla MCRCB-Events. Ducati, Kawasaki, Suzuki, Yamaha schierano team ufficiali, mentre la Honda supporta l'unico team HRC fuori dal Giappone. Il pilota giapponese Ryūichi Kiyonari ha vinto i campionati 2006 e 2007 e 2010 con la Honda, mentre Shane Byrne è stato vittorioso nelle stagioni 2003 e 2008 sulle Ducati dei team MonsterMob e Airwaves.

#### Campionato Americano Superbike

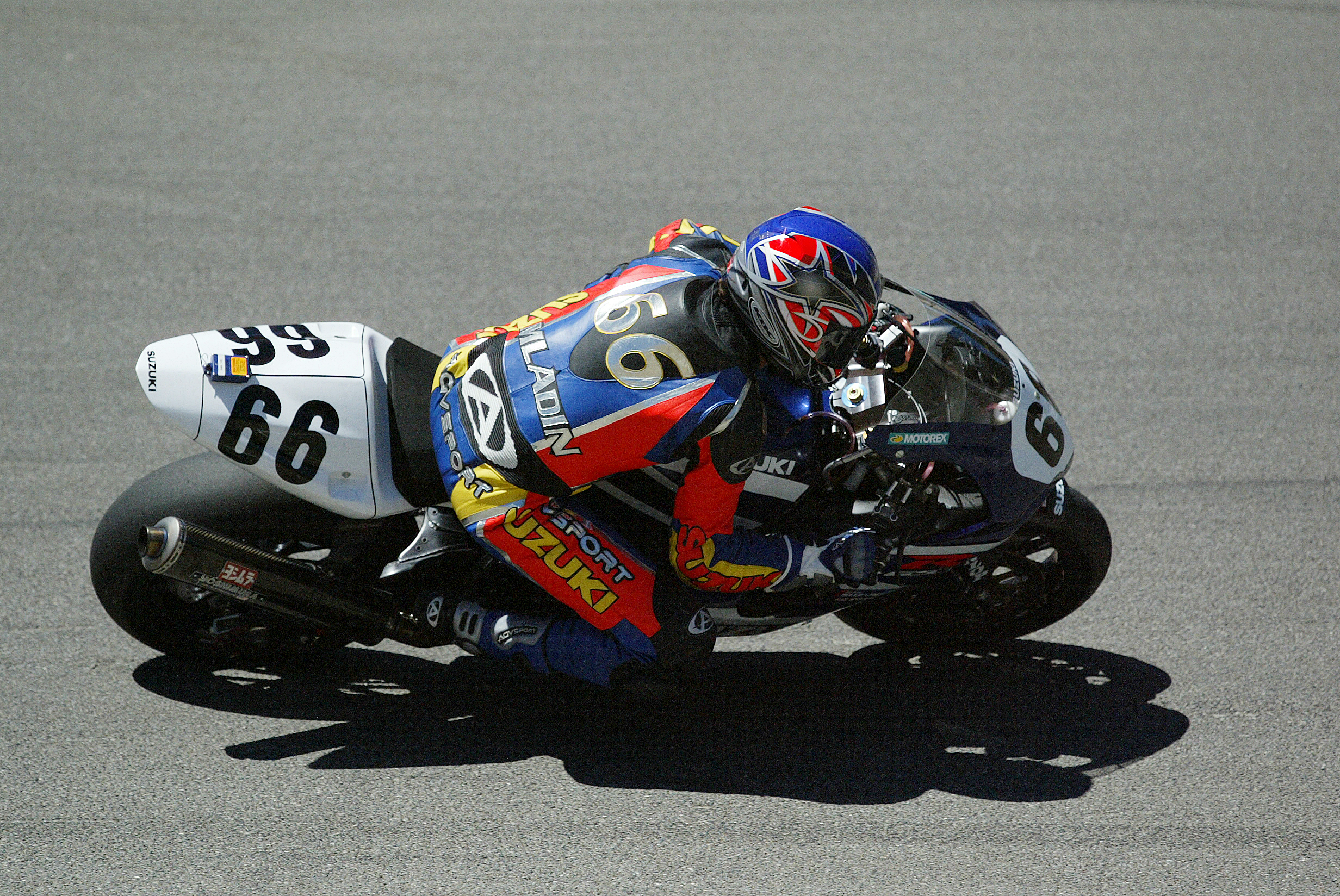
L'australiano Mat Mladin, 7 volte campione AMA Superbike in sella alla Suzuki GSX-R1000

L'AMA Superbike è il campionato Superbike di riferimento degli Stati Uniti. Fa parte delle AMA Pro Racing series, ed è gestito dalla AMA. Inaugurato nel 1976, è il campionato Superbike corso da più tempo. Nel campionato AMA vengono permesse modifiche al motore vietate in altri campionati. L'australiano Mat Mladin è ritenuto il più grande campione di questo campionato, avendo collezionato 7 titoli tra il 1999 e il 2009.
Il campione del mondo MotoGP Nicky Hayden ha vinto il titolo nel 2002. Il texano Ben Spies è stato campione 2007 e 2008 in sella ad una Suzuki GSX-R1000 del Team Yoshimura, prima di diventare campione del mondo Superbike nel 2009.

#### Campionato Giapponese Superbike
L'All Japan Road Race Championship, noto anche come MFJ Superbike, è il campionato di gare stradali giapponese ed è organizzato dalla Motorcycle Federation of Japan. Il campionato nasce nel 1967 ed ha una classe Superbike dal 1994. Il campionato è corso su sole 7 gare, ma numerosi e importanti sono i partecipanti giapponesi, sia come piloti che come produttori. Atsushi Watanabe ha vinto il campionato 2007 su una Yoshimura Suzuki.

#### Campionato Canadese Superbike
Il Parts Canada Superbike Championship è il trofeo nazionale Superbike canadese. Viene disputato da maggio a settembre in 6-8 gare. I piloti che vi partecipano spesso corrono nell'AMA Superbike Championship durante il lungo periodo di stop tra una stagione e l'altra.
Jordan Szoke nel 2007 ha vinto il titolo con una Kawasaki ufficiale dell'importatore canadese.

#### Altre serie
- Australian Superbike Championship (Campionato nazionale australiano)
- Championnat de France Superbike (Campionato nazionale francese)
- China Superbike Championship (Campionato nazionale cinese)
- Campionato italiano Superbike (Campionato nazionale italiano)
- IDM Superbike (Campionato nazionale tedesco)

## Regolamento
Le regole, in relazione a quanto una moto possa essere modificata, sono differenti tra le competizioni americane della serie AMA e quelle del Campionato mondiale. Generalmente le potenze erogate da questi propulsori sono dell'ordine dei 200 cv alla ruota.
Nel 2008 il mondiale Superbike, seguito da molti campionati nazionali, ha cambiato il proprio regolamento per permettere l'ingresso delle motociclette spinte da motori bicilindrici da 1200 cm³, ma con maggiori restrizioni in materia di elaborazione del motore rispetto alle concorrenti quadricilindriche.
Nel 2014 con il cambio di regolamento in previsione di ridurre i costi sono state introdotte le moto EVO che saranno le uniche utilizzabili nel 2015, le quali dovranno utilizzare telaio e leveraggi originali (saranno permessi solo rinforzi a telaio e forcellone), l'elettronica deve essere di serie, airbox di serie..

## Valore

### Moto
La Superbike è una vetrina molto importante per i costruttori di moto, forse anche più della MotoGP: essendo derivate dalle versioni da strada, il valore della vittoria aumenta il prestigio della casa produttrice, incrementando così le vendite. Nei paesi anglosassoni usano dire «Win on Sunday, Sell on Monday» («Domenica vinci, Lunedì vendi»).
I colossi giapponesi del settore, ossia Honda, Yamaha, Suzuki e Kawasaki, s'impegnano da anni nella categoria, così come hanno fatto nel corso degli anni le italiane Bimota, Aprilia, Benelli, MV Agusta e Ducati e la tedesca BMW.

### Piloti

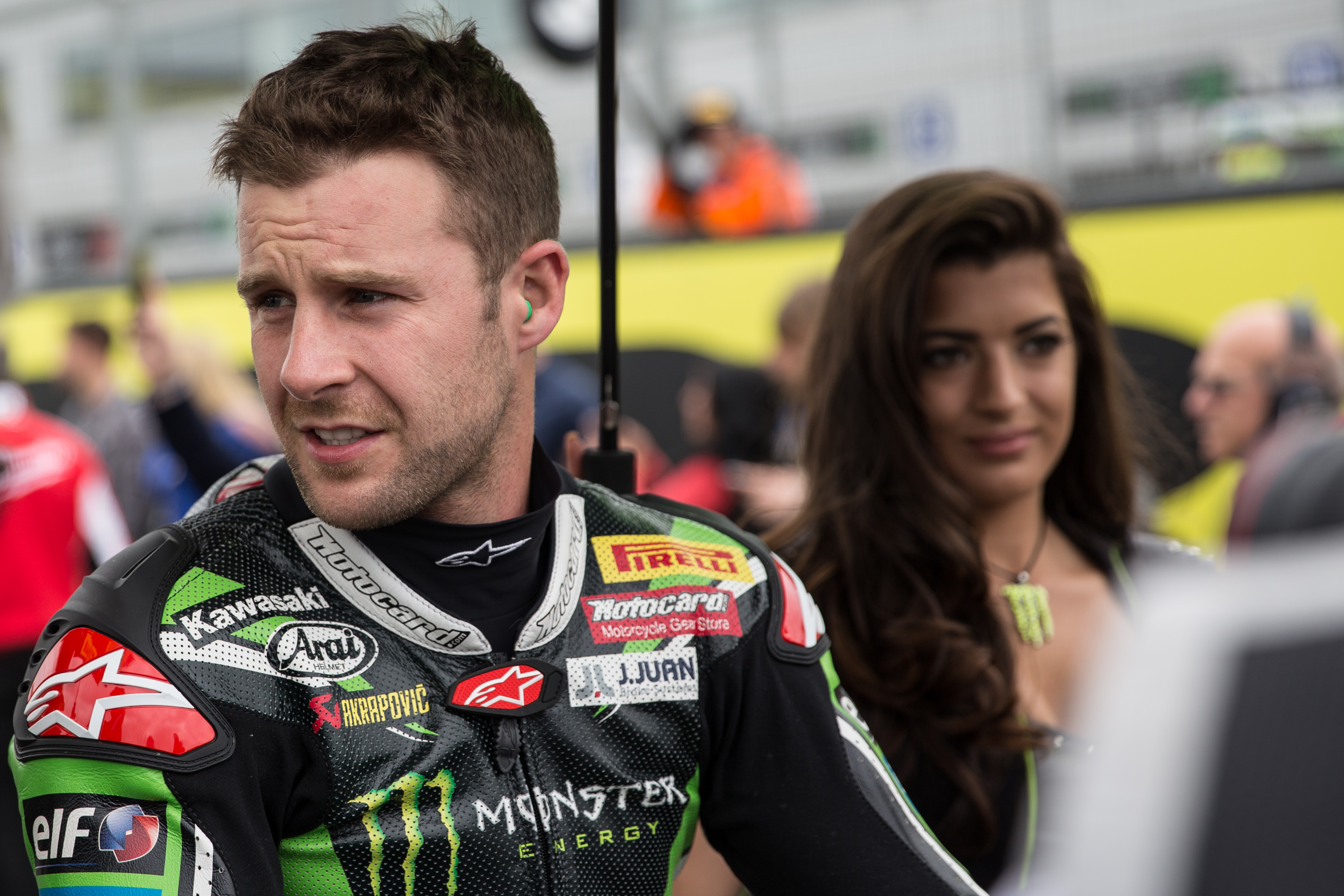
Il britannico Jonathan Rea, per 6 volte consecutive campione del mondo Superbike con Kawasaki.

Per quanto riguarda i piloti, lo storico "re" delle derivate di serie è considerato il britannico Carl Fogarty, non a caso soprannominato The King, il quale segnò gli albori della categoria grazie ai suoi 4 titoli mondiali (1994, 1995, 1998 e 1999) conseguiti sempre in sella a una Ducati (916 per i primi 2 titoli e 996 per gli altri 2), prima del precoce ritiro a 34 anni a causa di un incidente occorsogli all'inizio della stagione 2000. A eguagliare e poi superare questo ciclo è stato il solo connazionale Jonathan Rea, vero e proprio mattatore della serie nella seconda metà degli anni 2010 in sella alla sua Kawasaki Ninja ZX-10R, con cui ha conquistato 6 titoli mondiali consecutivi — primato assoluto — tra il 2015 e il 2020.
Immediatamente dietro, a quota 3 titoli mondiali, c'è colui che è stato l'erede di Fogarty in Ducati, Troy Bayliss: l'australiano, che ha il record di avere trionfato per 3 volte con 3 moto diverse (nel 2001 con la 996, nel 2006 con la 999 e infine nel 2008 con la 1098), al di là del palmarès è stato forse il pilota più amato dagli appassionati della Superbike, unendo nel tifo ducatisti e non, grazie al suo spettacolare stile di guida e alla sua generosità verso i tifosi.
Altri nomi che hanno lasciato un segno nella storia delle derivate di serie sono stati gli statunitensi Doug Polen, Colin Edwards e Ben Spies, l'australiano Troy Corser e il britannico James Toseland oltreché l'italiano Max Biaggi, quest'ultimo divenuto nel 2010 il primo capace d'interrompere 22 anni di dominio anglofono nell'albo d'oro dei campioni del mondo.

## Gara
Le gare del Superbike possono essere paragonate alle gare del campionato del mondo turismo delle quattro ruote, in cui si utilizzano automobili derivate da quelle di serie. Caratteristica peculiare che differenzia le gare di Superbike da quelle del motomondiale è la presenza della Superpole per decidere la griglia di partenza, avvenimento che si disputa il sabato e alla quale partecipano i 16 piloti più veloci durante le qualifiche del venerdì.
La "vecchia" Superpole era una modalità di qualifica particolarmente entusiasmante, in quanto il pilota aveva a disposizione un solo giro, ed in quello soltanto doveva dare il meglio per posizionarsi più avanti possibile nella griglia di partenza del giorno dopo. Dal 2009 la Superpole è cambiata, diventando più simile alle prove di qualificazione della Formula 1. La Superpole è divisa in 3 parti da 12 minuti, con 7 minuti di pausa l'una dall'altra. I migliori 20 piloti delle prove ufficiali entrano in pista insieme per fare il miglior tempo. Al termine della prima qualificazione vengono eliminati i 4 piloti più lenti. Solo 16 piloti accedono quindi alla seconda sessione e, fra questi, solo i migliori 8 si contendono le prime due file della griglia di partenza durante la terza sessione. I piloti hanno a disposizione solo 2 gomme da tempo da poter utilizzare nelle qualifiche. Nel 2010 la modalità della Superpole è rimasta invariata, sono cambiati i tempi delle 3 sessioni, portata a 14 minuti la prima e ridotta a 10 l'ultima.
La seconda differenza concerne la presenza di due manche. In una stessa giornata si corrono quindi 2 manche sullo stesso circuito. Le due manche sono perfettamente identiche, hanno la stessa griglia di partenza e assegnano entrambe punti validi per la classifica generale.